# Бошко Матић
Бошко Матић (Бајина Башта, 19. јануар 1926 — Београд, 2000) био је учесник Народноослободилачке борбе, правник, публициста, књижевник и друштвено-политички радник СФР Југославије и СР Србије.

## Биографија
Рођен је 19. јануара 1926. године у Бајиној Башти. Одрастао је у Ужицу, где је до 1941. године завршио основну школу и нижу гимназију, а његово даље школовање током ратних година прекинула је окупација Краљевине Југославије. У чланство Савеза комунистичке омладине Југославије (СКОЈ) примљен је 1940. године.
Учесник је Народноослободилачке борбе од 1941. године. Био је члан актива СКОЈ-а у Ужичкој гимназији и као такав је укључен у рад омладинске групе која је сакупљала оружје, али и агитовала у корист Народноослободилачког покрета (НОП). По ослобођењу Ужица и стварања Ужичке републике, Матић је додељен Борби, те ангажован на пословима класирања и растурања партизанске штампе. Његова жеља је, међутим, била да оде на фронт и у томе је са 15 година, као релативно млад дечак, успео, упркос противљењу и његових другова, али и његове мајке. Ступио је у Ужички партизански одред, као борац. Истакао се у борбама против четника у Пожеги, селу Карану, код Ужица и у борбама за Косјерић.
Почетком 1942. године, са борцима свог Одреда, ступио је у редове Друге пролетерске ударне бригаде. Са бригадом је учествовао у готово свим борбама које је водила, укључујући борбе за Јајце, битку за Купрес, борбе за Ливно, борбе током Четврте и Пете непријатељске офанзиве, на Копаонику, током Београдске операције, на Сремском фронту и у завршним операцијама за ослобођење Југославије, 1945. године. Током рата је три пута рањаван.
Рат је почео као обичан борац, а завршио као политички комесар Прве чете Четвртог батаљона Друге пролетерске ударне бригаде. Као омладински руководилац, учествовао је на Првом конгресу Антифашистичке омладине Југославије, када је установљен Уједињени савез антифашистичке омладине Југославије (УСАОЈ), децембра 1942. године у Бихаћу.
После ослобођења Југославије, 1945. упућен је на рад у Одељење за заштиту народа (ОЗН). До 1970. године је радио у Служби државне безбедности (УДБ/СДБ), где се налазио на одговорним позицијама. Паралелно са радом у органима безбедности, завршио је гимназију и дипломирао на Правном факултету Универзитета у Београду.
Преминуо је 2000. године у Београду. Сахрањен је на Новом гробљу у Београду.
Носилац је Партизанске споменице 1941. и других југословенских одликовања, међу којима су Орден за храброст и др. Имао је чин мајора ЈНА у резерви.

## Публицистички и литерарни рад
Од 1975. године Матић се бавио публистичким радом. Написао је 1976. сценарио за филм Бошко Буха, из којег 1980. године настаје и истоимена ТВ серија, а Дечје новине из Горњег Милановца су сценарио објавиле у форми књиге. Написао је и велики број фељтона за Вечерње новости, Младост, Побједу, Ослобођење, итд. на различите друштвено-политичке теме, од којих се истичу: „Масони”, „Из издаје у издају” (о деловању Милована Ђиласа), „У заштити револуције” (о раду органа безбедности и хватању Драже Михаиловића), „У мрежи завере” (Информбиро и Београдски универзитет), „Деца ратници” и „Дневник прекинут куршумима”.
Написао је и следећа сећања из рата: „Сусрет са ратном фотографијом”, „Несташни херој”, „Хиљаду деветстотина четрдесет прве”,, „Писмо мајци” и „Између мостова”. Ова дела су објављивана у књижевном часопису Мостови, као и часописима Младост, 4. јули, Вести из Ужица и др. На анонимном конкурсу Фронта, Матићева прича „Гола колона” је добила једну од награда и објављена.
Написао је и књижевна дела: „Крцун. Животопис Слободана Пенезића Крцуна” (1983), за које је добио Награду „4. јули” и награду Скупштине општине Титово Ужице (из фонда „Крцун”), „Прота — крст и петокрака проте Милана Смиљанића” (1985), „На споредном колосеку” (1989) и „Ој, Ужице — споменица Удружења Ужичана у Београду” (1998).

## Породица
Две старије сестре, Вера и Нада, су такође биле учеснице Народноослободилачке борбе од 1941. године. Обе су погинуле као борци Друге пролетерске ударне бригаде, а Нада је 6. јула 1953. године Указом председника ФНРЈ Јосипа Броза Тита проглашена за народног хероја Југославије. Отац Вукашин је одведен у немачко заробљеништво и убијен је у логору Маутхаузен.